# Alex Burke
Alex Burke, né en 1944 à Fort-de-France en Martinique, est un artiste français connu pour ses dessins, ses collages et assemblages, ses sculptures et ses installations.

## Biographie
Alex Burke nait à Fort-de-France en 1944. Il quitte la Martinique en 1963 pour étudier à l’École nationale supérieure d'art et de design de Nancy.
Il est marqué au début des années 1970, à l'époque du Black Panther Party et de la lutte contre la guerre du Viêt Nam, par les immenses poupées blanches du Bread and Puppet Theatre new yorkais de Peter Schumann et délaisse ses premières influences surréalistes, dont Wifredo Lam. Il confectionne de petites poupées qu’il réalise à partir de fragments de draps blancs usagés, qu’il range dans des boîtes à cigares peintes en noir. La fabrication par la suite de ses propres boîtes, casiers et valises lui permet de faciliter le transport des poupées et fait évoluer ses installations.
Il abandonne les poupées vers la fin des années 1970 ; les structures noires laissent alors la place à des bribes d’architectures et des vestiges archéologiques qui l’amènent à s’intéresser à histoire des Amériques. Son travail est alors remarqué en Allemagne puis à Paris. Il expose dans de nombreuses expositions personnelles et collectives, notamment de 1977 à 1985. L'or et le bleu remplacent le noir, ses œuvres s’apparentant, dit-il, à « des sortes de retables dédiés à des dieux inconnus, splendeurs d’un passé ignoré ».
Il pratique le dessin à partir de son installation à Paris en 1984. Il s'installe en 1990 à Cachan, où il entreprend de grandes constructions compartimentées, élaborées à partir de palettes de marchandises. Il y dispose parfois des tissus, des vêtements, des récipients et des couvertures de fortune, qui évoquent une présence humaine. Lors de l’installation de son atelier à Paris en 2004, cette présence humaine se matérialise sous la forme de gisants de grand format, confectionnés à l’aide de fragments de tissus de natures et d’origines diverses. Par la suite, les gisants se redressent pour être déclinés en petites poupées multicolores, sortes de kachinas, les esprits représentés parfois sous forme de poupées chez les indiens Hopis et Zuñis du Nouveau-Mexique et de l’Arizona, associées à des jouets et divers autres objets manufacturés.

## Style
Alex Burke est très tôt sensible à la condition humaine des populations, les premières poupées rangées dans leur casier sont la satire d’une société normalisatrice classant les individus en catégories, chacun se trouvant confiné, cloisonné dans un espace social, culturel, géographique où se posent les questions identitaires et le danger de l’aliénation des individus. Cette posture de résistance l’oriente vers la dénonciation de toute forme d’assimilation par toute forme de pouvoir. Progressivement, sa propre histoire se superpose à celle des populations issues de la colonisation.
Plus récemment, sa démarche se nourrit de l’histoire collective singulière des Amériques et interroge, à travers les pratiques du dessin, du collage, de l’assemblage et de l’installation, l’identité caribéenne tout en dénonçant la domination des intérêts économiques dans le monde qui conduisent à l’asservissement de peuples au mépris de leur identité et de leur culture.
Il explique lors d’une interview en mars 2013 « [son] travail n’a pas changé de direction, il s’inscrit dans une démarche qui se nourrit de l’histoire et convoque la mémoire pour tenter d’éclairer le présent. L’idéologie libérale mise à l’œuvre pour l’exploitation des Amériques avec pour effet la destruction des populations indigènes et l’esclavage poursuit son œuvre dans le monde avec d’autres méthodes ». En réaction, il voit en l’artiste, celui qui a mission de dévoiler au monde les méfaits de cette idéologie du pouvoir : « Le rôle de l’artiste est d’alerter, de dévoiler, de montrer ce que l’on nous dissimule, de rendre visible l’invisible. ».
Les poupées marquent la production de Burke, présentées en sculptures autonomes ou rangées en bataillons multicolores au sein d’installations dans des casiers, sur des piédestaux blancs de faible hauteur ou à même le sol. Elles apparaissent invariablement debout sans membres supérieurs, évoquant aussi bien les fétiches africains par leur posture hiératique que les poupées amérindiennes de Kachinas, constituées d’une multitude de pièces de tissus et matériaux divers cousus ensemble autour d’une ossature. Cette technique de patchwork semble faire écho aux notions de diversité, d’hybridation et de métissage qui caractérise l’ensemble mais aussi chaque individu ainsi que mélanges constitutifs des Caraïbes. Les poupées convoquent les objets d'exorcisme, les mémoires enfouies, les combats refoulés qui ressurgissent toujours. Divers objets accompagnent et s’associent aux poupées dans les installations : voitures et maisons miniatures, boîtes, crayons, petits panneaux, étiquettes… participent à de grandes compositions multicolores qui contrastent avec la blancheur des supports.
Les collages, versions bidimensionnelles des poupées, sont d’une matérialité plus sobre par le choix exclusif de papiers de couleurs assemblés dans le même esprit, jouant également de contrastes chromatiques mais composant des silhouettes davantage diversifiées.
Les dessins sur papier journal, exécutés à la gouache appliquée directement à la main sur de grands formats, diffèrent avec la confection minutieuse des poupées, des installations et des collages, par la violence et l’impulsivité du geste sans contrôle. La forme humaine perdure cependant, telle une figure obsessionnelle qui trahit une perpétuelle interrogation identitaire, un questionnement permanent de soi à travers l’autre, dans son rapport au monde.

## Expositions

### Expositions individuelles
- Mémoire des Amériques, Espace d’art contemporain Camille Lambert, Juvisy (2010)
- Les otages, Cité internationale des congrès, 2e forum mondial des droits de l’Homme, Nantes (2006)
- En mémoire de Gorée, Temple du goût, Nantes (1998)
- Island in the sun II, Centre culturel de Rencontre de Fonds Saint-Jacques, Sainte-Marie, Martinique (1996)

### Expositions collectives
- Cartes et identités, Cloître des Billettes, Paris (2016)
- Lointain Proche, Espace d’art contemporain l’Orangerie, Cachan (2015)
- L’autre, Espace d’art contemporain Camille Lambert, Juvisy (2013)
- Kréyol Factory, Grande Halle de la Villette, Paris (2009)

Une Poupée est exposée dans le cadre de l'exposition Les Choses. Une histoire de la nature morte au musée du Louvre du 12 octobre 2022 au 23 janvier 2023, parmi les œuvres de l'espace nommé « Choses humaines ».

## Prix et distinctions
1997 : Premier prix de dessin de la Xe Biennale du dessin et de l’estampe de Taipei, Taïwan.

## Œuvres
- En Mémoire de Gorée, 1998, encre de chine et lavis sur enveloppes,62 x 47 cm.
- La Bibliothèque I, 2008, bois, tissus, étiquettes, 226 x 172 x 12 cm.
- La poupée au tablier rouge, 2010-2013, bois, tissus, 73 x 20 x 14 cm.
- Sans titre (exposition L’autre), 2012, gouache sur assemblage de feuilles de journaux, masques, 168 x 210 cm chacun, sur environ 9 m.
- Collages, 2013, collages de papiers couleur sur supports papier de 50 x 65 cm.